# Kiltgang
Le Kiltgang est une pratique sociale consistant à faire  des rencontres de nuit entre une jeune fille et ses soupirants successifs, dans sa chambre. Théoriquement chastes, ces rencontres pouvaient toutefois conduire à des rapports sexuels, et en cas de grossesse, au mariage. Cette pratique permettant aux jeunes de se connaitre avant de s'engager était largement répandue en Europe centrale et en Europe du nord, mais tout particulièrement dans l’espace alpin et préalpin.

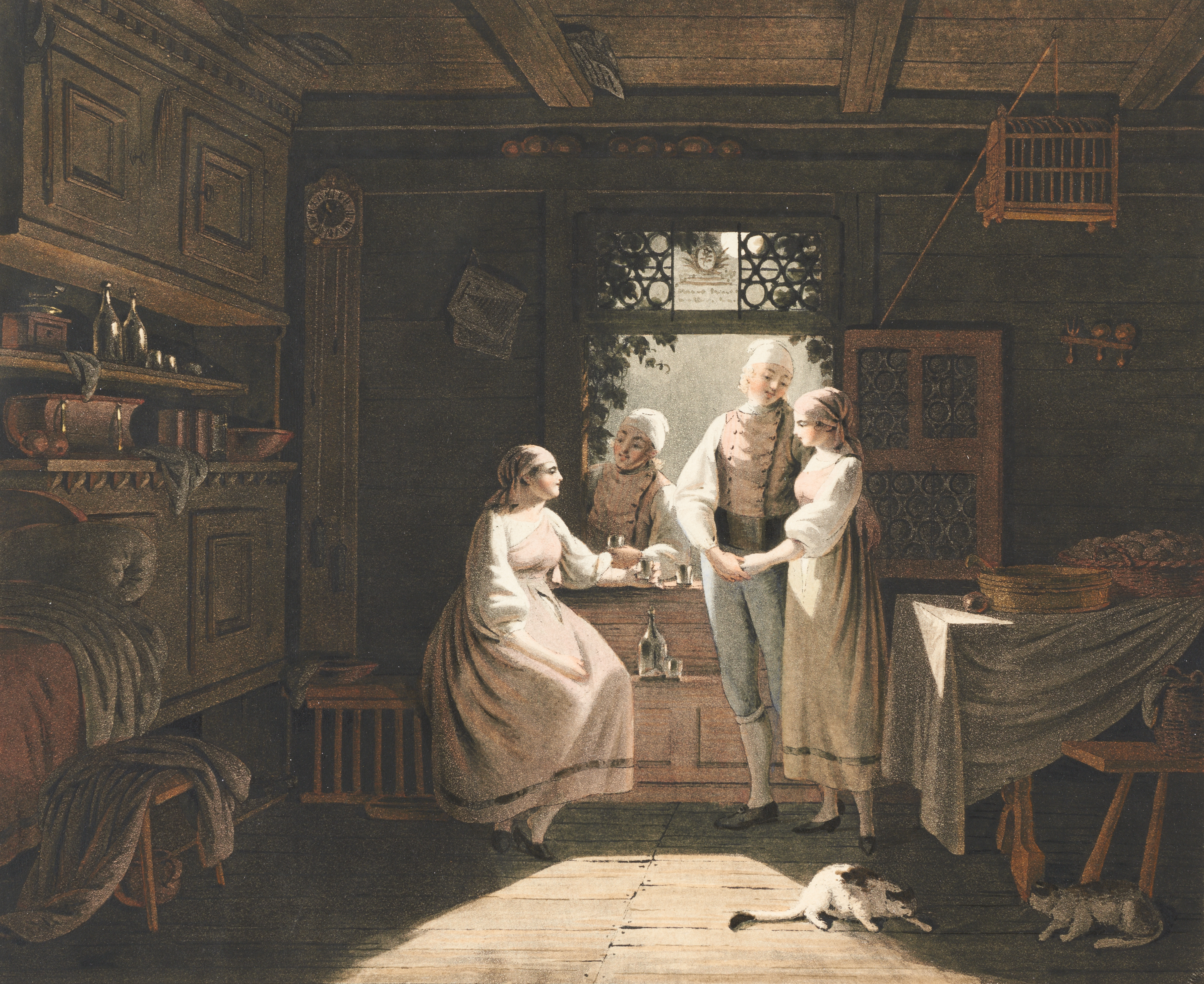
Franz Niklaus König, Le Kiltgang, avant 1801

## Histoire
Le mot « Kilt » renvoie au terme germanique « kwelda », qui définit le moment du coucher du soleil. 
Le Kiltgang, mentionné à partir du XVIe siècle mais assurément bien plus ancien, était pratiqué dans toute l'Europe germanique, depuis la Scandinavie jusqu'à la Suisse, dans certaines régions alémaniques, notamment dans l’Oberland bernois. Il existait une pratique proche en Suisse romande, celle de l'albergement (où l'on parle d’«héberger»), présente aussi sous des noms différents dans plusieurs régions françaises. 
Le Kiltgang, répandu dans la paysannerie, contrairement aux classes supérieures de la société ou les alliances résultent plus souvent de stratégies matrimoniales et patrimoniales, permet aux jeunes de se découvrir progressivement, de laisser monter la tension érotique dans un cadre de mariages tardifs endogames, et de faire de l'attirance sexuelle, lorsqu'elle est vérifiée, l'un des critères du mariage. La pratique en est très codifiée, avec l'assentiment des familles, et ces relations de type préconjugales témoignent d'une forme de liberté sexuelle répandue dès le XVe siècle— même si ces relations sont censées être chastes —, en rupture avec les préconisations de l'Église.
Cette coutume était combattue par l’Église protestante, mais la pratique bénéficiait néanmoins d’une grande popularité. Une grossesse avant mariage offrait en effet aux fiancés l’assurance de pouvoir avoir des enfants, un aspect très important en milieu rural. C’est pourquoi cet usage était toléré avec une certaine mansuétude, même s’il représentait pour les femmes un risque d’enfant illégitime, qui faisait alors l'objet d'une régularisation par le mariage.
Le peintre, lithographe et dessinateur Franz Niklaus König (1765–1835) s’exprime ainsi, en 1814, à propos du Kiltgang :
« Le kiltgang (visite nocturne d’un garçon chez une jeune fille), est une tradition solidement implantée, et irrépressible dans le canton de Berne. Les fréquentes bagarres qui surviennent toujours, en raison de la jalousie, obligent bien parfois la police à intervenir. Cette tradition persiste néanmoins, seulement un peu plus silencieusement. De nuit, les jeunes gens rendent visite aux filles, parfois de manière isolée, parfois en groupe. L’entrée a lieu par la fenêtre, mais tout d’abord on se dit des mots doux, souvent assez drôlatiques, qui entraînent une sorte de capitulation. Puis, dans la chambre du haut, la fille régale son hôte de kirsch. Tout le reste se passe, comme on dit, en tout bien, tout honneur. Je veux bien le croire, même si cela m’est difficile : comment un vigoureux montagnard se résoudrait-il à une simple visite platonique ? Et ferait-il pour cela deux ou trois heures de marche, sur un sentier rocailleux, par vents et intempéries ? Surviennent d’ailleurs fréquemment certains symptômes moins platoniques qui, heureusement, conduisent souvent au temple. ».